# Steinbach (Laerbach)
Der Steinbach ist ein etwa 2,8 km langer rechter Nebenfluss des Laerbachs. Er entspringt im äußersten Norden des Stadtgebiets von Borgholzhausen im nordrhein-westfälischen Kreis Gütersloh.

## Verlauf
Ab der Quelle bildet der in nordöstlicher Richtung fließende Steinbach für etwa 1,3 km die Grenze zum Meller Stadtteil Wellingholzhausen und damit zu Niedersachsen. Nach weiteren rund 1,5 km fließt er rechtsseitig mit dem Twisselbach zusammen. Das Gewässer heißt ab hier Laerbach.